# Tønders amt
Tønders amt (danska: Tønder Amt) var ett amt på den sydvästra delen av halvön Jylland i Danmark. Amtet omfattade ett område vid Nordsjön, i den västra delen av Sønderjylland, inklusive ön Rømø. Staden Tønder var residensstad.

## Administrativ historik
Tønders amt bildades 1920 när Sønderjylland åter blev danskt efter att ha tillhört Tyskland (Preussen) sedan 1864. 
Amtet upphörde i samband med kommunreformen 1970 då det till större delen blev en del av det då nybildade Sønderjyllands amt, samtidigt som en mindre del fördes till Ribe amt. Sedan kommunreformen 2007 tillhör området i sin helhet Region Syddanmark.

## Härader

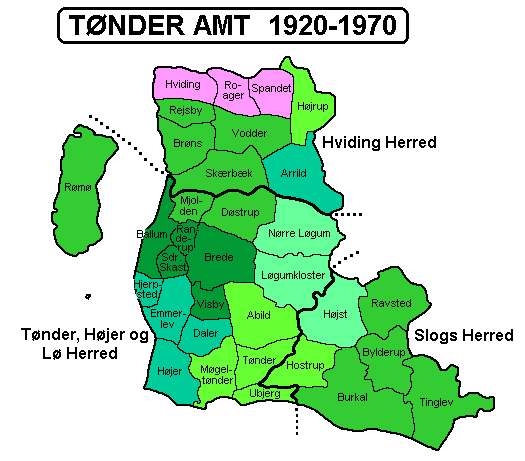
Karta över Tønders amt med dess indelning i härader och socknar. De gröna ytorna markerar kommuner bildade vid kommunreformen 1970 som ingick i Sønderjyllands amt, medan det lila området ingick i Ribe amt.

Tønders amt omfattade tre härader:
- Hvidings härad
- Slogs härad
- Tønder, Højer og Lø härad